# Soobin
Choi Soo-bin (hangul: 최수빈) mais frequentemente creditado na carreira musical apenas como Soobin (hangul: 수빈), nascido em Ansan, Gyeonggi, Coreia do Sul em 5 de dezembro de 2000; é um cantor, apresentador, membro e líder do boy group sul-coreano Tomorrow X Together.

## Carreira
Em 13 de janeiro de 2019, Soobin foi o segundo a ser apresentado como membro do novo grupo da Big Hit Entertainment, o TXT, em um vídeo no YouTube. Ele fez sua estréia oficial como líder do seu grupo em 4 de março de 2019 com o mini-álbum de estréia The Dream Chapter: Star. Em 20 de julho de 2020, foi anunciado que Soobin se tornaria apresentador do programa musical Music Bank ao lado de Arin, integrante do girl group Oh My Girl, a partir da transmissão de 24 de julho de 2020.

## Discografia

### Composições
| Artista | Ano  | Canção                          | Álbum                              | Notas                       |
| ------- | ---- | ------------------------------- | ---------------------------------- | --------------------------- |
| TXT     | 2020 | "Maze in the Mirror"            | The Dream Chapter: Eternity        | Compositor                  |
| TXT     | 2020 | "Drama"                         | The Dream Chapter: Eternity        |                             |
| TXT     | 2020 | "Sweat"                         | -                                  | Compositor/Produtor         |
| TXT     | 2020 | "Ghosting"                      | minisode1 : Blue Hour              | Compositor                  |
| TXT     | 2021 | "Ice Cream"                     | The Chaos Chapter: FREEZE          | Compositor                  |
| TXT     | 2021 | "Moa Diary (Dubaddu Wari Wari)" | The Chaos Chapter: FIGHT OR ESCAPE | FanSong/Compositor          |
| TXT     | 2021 | "Sweet Dreams"                  | -                                  | Christmas Carol/ Compositor |

Outras canções
| Ano  | Título        | Formato                     | Notas |
| ---- | ------------- | --------------------------- | ----- |
| 2020 | In My Blood   | Download digital, streaming | Cover |
| 2020 | Thank u, Next | Download digital, streaming | Cover |
| 2020 | F2020         | Download digital, streaming | Cover |
| 2021 | Sriracha      | Download digital, streaming | Cover |

## Filmografia

### Apresentador
| Ano  | Programa    | Rede | Data                                 | Notas |
| ---- | ----------- | ---- | ------------------------------------ | ----- |
| 2019 | The Show    | SBS  | 12 de março                          |       |
| 2019 | M Countdown | Mnet | 21 de março                          |       |
| 2020 | Music Bank  | KBS  | 24 de julho 2020 - 1 de outubro 2021 |       |
| 2021 | Music Bank  | KBS  | 24 de julho 2020 - 1 de outubro 2021 |       |

### Programas online
| Ano  | Título                      | Canal            | Notas                        | Episódios  |
| ---- | --------------------------- | ---------------- | ---------------------------- | ---------- |
| 2019 | TALK X TODAY                | V Live & YouTube | Reality Show, 4 temporadas   | 30         |
| 2020 | TO DO X TOMORROW X TOGETHER | V Live & Weverse | Programa de variedades       | Em emissão |
| 2020 | WeeklyTXT                   | AbemaTV          | Reality Show semanal japonês | Em emissão |
| 2020 | TALK X TODAY : ZERO         | V Live & YouTube | Reality Show pré estreia     | 3          |

### Televisão
| Ano  | Título        | Canal | Notas       |
| ---- | ------------- | ----- | ----------- |
| 2019 | One Dream.TXT | Mnet  | 8 episódios |